# Nová Dubnica
Nová Dubnica é uma cidade da Eslováquia, situada no distrito de Ilava, na região de Trenčín. Tem 11,25 km² de área e sua população em 2018 foi estimada em 11.116 habitantes.

## Demografia
| Ano:        | 1994   | 2004   | 2014   | 2024   |
| ----------- | ------ | ------ | ------ | ------ |
| Broj ljudi: | 12 559 | 12 032 | 11 262 | 10 272 |
| Razlika:    |        | -4,19% | -6,39% | -8,79% |

| Ano:               | 2023   | 2024   |
| ------------------ | ------ | ------ |
| Número de pessoas: | 10 381 | 10 272 |
| Diferença:         |        | -1,04% |